# Rautajaure
Rautajaure är en sjö i Jokkmokks kommun i Lappland och ingår i Luleälvens huvudavrinningsområde. Sjön har en area på 0,594 kvadratkilometer och ligger 627 meter över havet. Rautajaure ligger i Pärlälvens fjällurskog Natura 2000-område. Sjön avvattnas av vattendraget Luokajåkkå.

## Delavrinningsområde
Rautajaure ingår i det delavrinningsområde (741420-162052) som SMHI kallar för Utloppet av Rautajaure. Medelhöjden är 720 meter över havet och ytan är 13,33 kvadratkilometer. Det finns inga avrinningsområden uppströms utan avrinningsområdet är högsta punkten. Luokajåkkå som avvattnar avrinningsområdet har biflödesordning 3, vilket innebär att vattnet flödar genom totalt 3 vattendrag innan det når havet efter 283 kilometer. Avrinningsområdet består mestadels av skog (60 procent) och kalfjäll (36 procent). Avrinningsområdet har 0,6 kvadratkilometer vattenytor vilket ger det en sjöprocent på 4,5 procent.